# Elk Point
Elk Point é uma cidade localizada no estado norte-americano de Dacota do Sul, no Condado de Union.

## Demografia
Segundo o censo norte-americano de 2000, a sua população era de 1714 habitantes.
Em 2006, foi estimada uma população de 1863, um aumento de 149 (8.7%).

## Geografia
De acordo com o United States Census Bureau tem uma área de
3,5 km², dos quais 3,5 km² cobertos por terra e 0,0 km² cobertos por água.

## Localidades na vizinhança
O diagrama seguinte representa as localidades num raio de 20 km ao redor de Elk Point.